# Envenenamiento por dietilenglicol en Panamá de 2006
El envenenamiento por dietilenglicol en Panamá de 2006 fue un envenenamiento masivo ocurrido en 2006, tras el consumo de medicinas adulteradas a través de las farmacias de la Caja de Seguro Social. Inicialmente fue considerado como una enfermedad atípica (denominado "síndrome de insuficiencia renal", SIRA) que se observó por primera vez en agosto de 2006, pero no fue hasta finales de septiembre en que las autoridades médicas observaron un comportamiento inusual de las muertes producidas por esta enfermedad. Las autoridades de la Caja de Seguro Social emitieron un memorándum el 27 de septiembre avisando a los médicos ante cualquier paciente que tuviera un síndrome renal con manifestaciones neurológicas.
El 2 de octubre, las autoridades médicas representadas por el Ministro de Salud de Panamá Camilo Alleyne anunciaron públicamente la muerte de seis personas que estaban afectadas por el "síndrome". Posteriormente se descubrió que el "síndrome" era una intoxicación masiva por medicamentos alterados que causó afectaciones a 1300 personas y la muerte a unas 800. Es considerado el peor caso de intoxicación por dietilenglicol en el mundo.

## Descripción
La intoxicación se presentó de manera más evidente en pacientes adultos entre 40 y 80 años. Los pacientes tenían previamente múltiples enfermedades crónicas como hipertensión, diabetes e insuficiencia renal, por lo cual consumían múltiples medicamentos. También se observó que la mayoría de los pacientes eran asegurados por la Caja de Seguro Social. El cuadro clínico comenzó con fiebre y náuseas, posteriormente el paciente sufría de diarrea y de problemas urinarios, incluyendo la incapacidad de orinar. Finalmente, la intoxicación entra en una fase neurológica en donde el paciente sufre una parálisis en las extremidades inferiores y superiores.
Durante la investigación se pidió colaboración a la Organización Panamericana de la Salud y al Centro de Control de las Enfermedades y Prevención de los Estados Unidos. Se descartó que la causa fuera un agente infeccioso de tipo bacteriano, micótico o viral. Las muestras obtenidas mostraban un daño de tipo tóxico en los tejidos, por lo que la línea de investigación se dirigió a identificar esta sustancia.
Como medida preventiva el medicamento lisinopril, producido por la casa comercial Normon de España y comprado por la Caja de Seguro Social desde agosto fue retirado del mercado, aunque las autoridades aclararon que no se había demostrado consumo de este medicamento en todos los pacientes ni se había demostrado alteración en los lotes recibidos en Panamá. En España tampoco se habían presentado casos similares.
Posteriormente se demostró que el Lisinopril fabricado por Normon, no tenía ningún tipo de relación con los sucesos ocurridos.

## Dietilenglicol
Posteriormente, el 11 de octubre de 2006, el ministro de Salud Camilo Alleyne reportó un hallazgo importante y significativo de dietilenglicol en un expectorante líquido sin azúcar producido en la Caja de Seguro Social, la cual no tiene Registro Sanitario. Se sospecha que sea producto a contaminación de la materia prima con que se producen ciertos medicamentos de la CSS ya que esta sustancia no es apta para el consumo humano y no tiene que ver en el proceso de producción del medicamento. Se ha retirado este expectorante del mercado y como medida preventiva los otros medicamentos producidos por la Caja de Seguro Social. Se sospecha que el síndrome afectaba a los adultos mayores porque en este grupo de edad es donde se utiliza este expectorante sin azúcar, sobre todo en los pacientes diabéticos. Los niños no utilizan este medicamento usualmente por el mal sabor asociado a que no tiene azúcar.

## Responsabilidades
Tras una serie de investigaciones, se señaló al representante de la empresa farmacéutica Medicom, Ángel de la Cruz, como principal responsable de la intoxicación. La empresa Medicom había adquirido glicerina contaminada con dietilenglicol y lo vendió a la Caja de Seguro Social para elaborar diversas medicinas. Tras un juicio, el 29 de julio de 2016, se condenó a Ángel de la Cruz a cinco años de cárcel y una multa de 6000 dólares. Otros cuatro acusados de atentar la salud pública con el envenenamiento, fueron condenados a un año de cárcel.